# Reformado catalítico

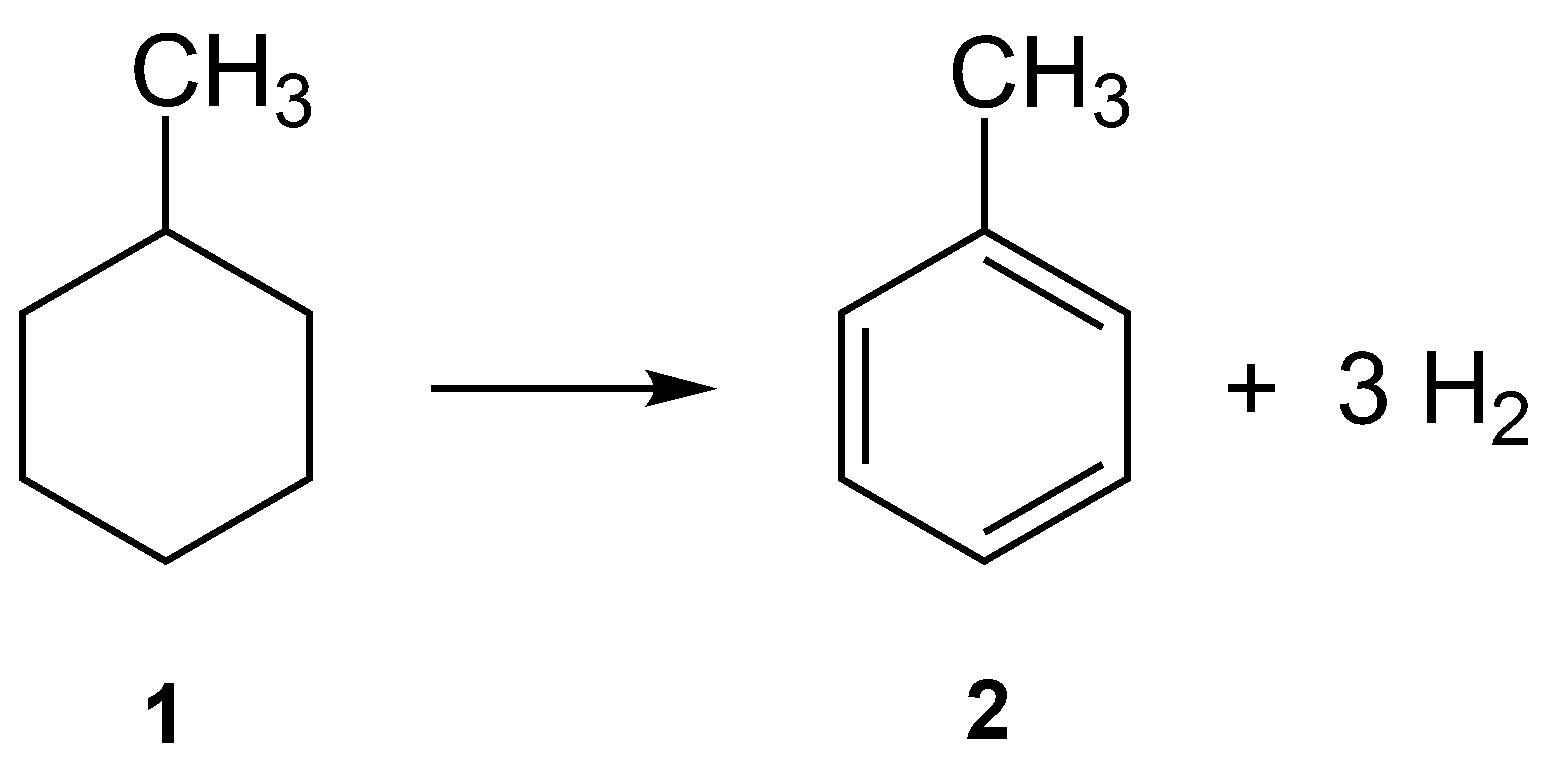
Reacción de deshidrogenación que ocurre durante la reformación catalítica.

La reformación catalítica es un proceso químico utilizado en el refino del petróleo. Es fundamental en la producción de gasolina. Su objetivo es aumentar el número de octano de la nafta pesada obtenida en la destilación atmosférica del crudo. Esto se consigue mediante la transformación de hidrocarburos parafínicos y nafténicos en isoparafínicos y aromáticos. Estas reacciones producen también hidrógeno, un subproducto valioso que se aprovecha en otros procesos de refino.
Para ello se utilizan altas temperaturas (490-530 °C), presiones moderadas (10-25 bar) y catalizadores sólidos de platino y otros metales nobles soportados sobre alúmina.
Este proceso se lleva a cabo en unidades diseñadas al efecto y que con frecuencia adoptan nombres registrados. El más extendido es el de Platformado, cuya licencia pertenece a UOP (Universal Oil Products), empresa estadounidense que empezó a comercializarla en 1949. Otras empresas de ingeniería también licencian este proceso (p.ej. el antiguo Instituto Francés del Petróleo, que ahora se llama Axens) y algunas de las grandes empresas del petróleo disponen de diseños propios.

## Descripción del proceso
Las unidades de reformado catalítico constan generalmente de tres secciones fundamentales:
- Hidrotratamiento de nafta
- Reformado catalítico propiamente
- Estabilización y fraccionamiento

### Hidrotratamiento de nafta
Tiene como objetivo eliminar el azufre y nitrógeno de la nafta pesada. Es imprescindible dado que son venenos para el catalizador de platino. La nafta pesada se mezcla con hidrógeno. La unidad consta de depósito y bomba de carga, tren de precalentamiento, horno, reactor en lecho fijo con catalizador sólido tipo cobalto/molibdeno sobre alúmina. El efluente del reactor, una vez recuperada parte de su energía en el tren de precalentamiento de la carga, se enfría en un aerorrefrigerante y se envía al separador de alta presión (depende las base de diseño puede ser uno o dos separadores de alta). De allí pasa a la columna de stripping donde se eliminan por cabeza los gases producto de la reacción (H2S, NH3, H2O). La nafta pesada desulfurada sale por el fondo de la columna de stripping y es alimentada a la unidad de reformado propiamente dicha.

### Unidad de reformado
La nafta desulfurada se mezcla con una corriente de hidrógeno de reciclo y después de ser precalentada en un tren de intercambio, pasa al horno de carga donde vaporiza completamente. De allí entra en los reactores de reformado. Es un proceso muy endotérmico, por lo que se lleva a cabo en varios reactores en serie entre los que hay intercalados hornos de recalentamiento. En las unidades más antiguas los reactores (tres o cuatro) son de lecho fijo. En este tipo de reactor el catalizador se desactiva con el tiempo, debido a la formación de coque que se deposita sobre los centros activos de platino y los bloquea. Por ello es necesario parar la unidad cada dos o tres años para regenerarlo con la pérdida de producción que ello supone.
En 1971 UOP introdujo la variante denominada CCR (Continuos Catalyst Reforming), donde los reactores son de lecho móvil descendente, y que permite la regeneración continua del catalizador de platino. Para ello se utiliza un reactor adicional donde se produce la combustión del coque con aire. Además, dado que el coque ya no es un problema, el CCR se diseña para trabajar a menos presión y mayor temperatura, lo que permite obtener un producto con un número de octano mayor que en el proceso original.
Después de los reactores el producto se enfría y depresiona para separar el hidrógeno del producto líquido de la reacción.

### Sección de estabilización y fraccionamiento
El producto líquido se estabiliza en una columna dedicada al efecto, separándose en ella el gas y gas licuado del petróleo (GLP) que salen por cabeza y el reformado, que sale por fondo. Este reformado tiene un contenido en benceno alto, en torno al 5%, por lo que es muy frecuente que se fraccione obteniéndose un reformado ligero, un concentrado bencénico y un reformado pesado. El benceno es un compuesto cancerígeno y que la legislación de la mayoría de los países limita en la gasolina comercial. Por tanto el concentrado bencénico se vende como materia prima petroquímica mientras que los reformados ligeros y pesados son usados como componentes mayoritarios de la gasolina producida en la refinería.